# Haliburton (Ontario)
Haliburton [ˌhæliˌbəɹtən] ist eine Kleinstadt am Head Lake in Ontario, Kanada. Sie gehört zum Landkreis Haliburton County, auch als Haliburton Highlands bezeichnet. Zu erreichen ist sie über den Kings Highway 118.